# گرگوری آلن ویلیامز
گرگوری آلن ویلیامز (انگلیسی: Gregory Alan Williams؛ زادهٔ ۱۲ ژوئن ۱۹۵۶) هنرپیشه اهل ایالات متحده آمریکا است.
از فیلم‌هایی که وی در آن نقش داشته‌است، می‌توان به آرام باش، سوء رفتار اشاره کرد.